# カール・ランプランド

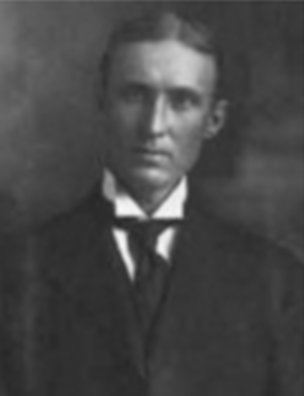
カール・ランプランド

カール・オットー・ランプランド（Carl Otto Lampland、1873年12月29日 - 1951年12月14日）は、アメリカ合衆国の天文学者。
ミネソタ州ドッジ郡生まれ。インディアナ大学ブルーミントン校を卒業した後、1902年から ローウェル天文台で働いた。天体写真用装置を設計し、1905年火星の運河の写真を撮影するなどした。赤外線を観測して惑星の温度観測も行い、ウィリアム・コブレンツと共に、火星の昼夜の温度差の大きいことを発見した。
小惑星(1604)トンボーを発見した。また、小惑星(1767)ランプランドは彼にちなんで命名された。